# Avi Gil

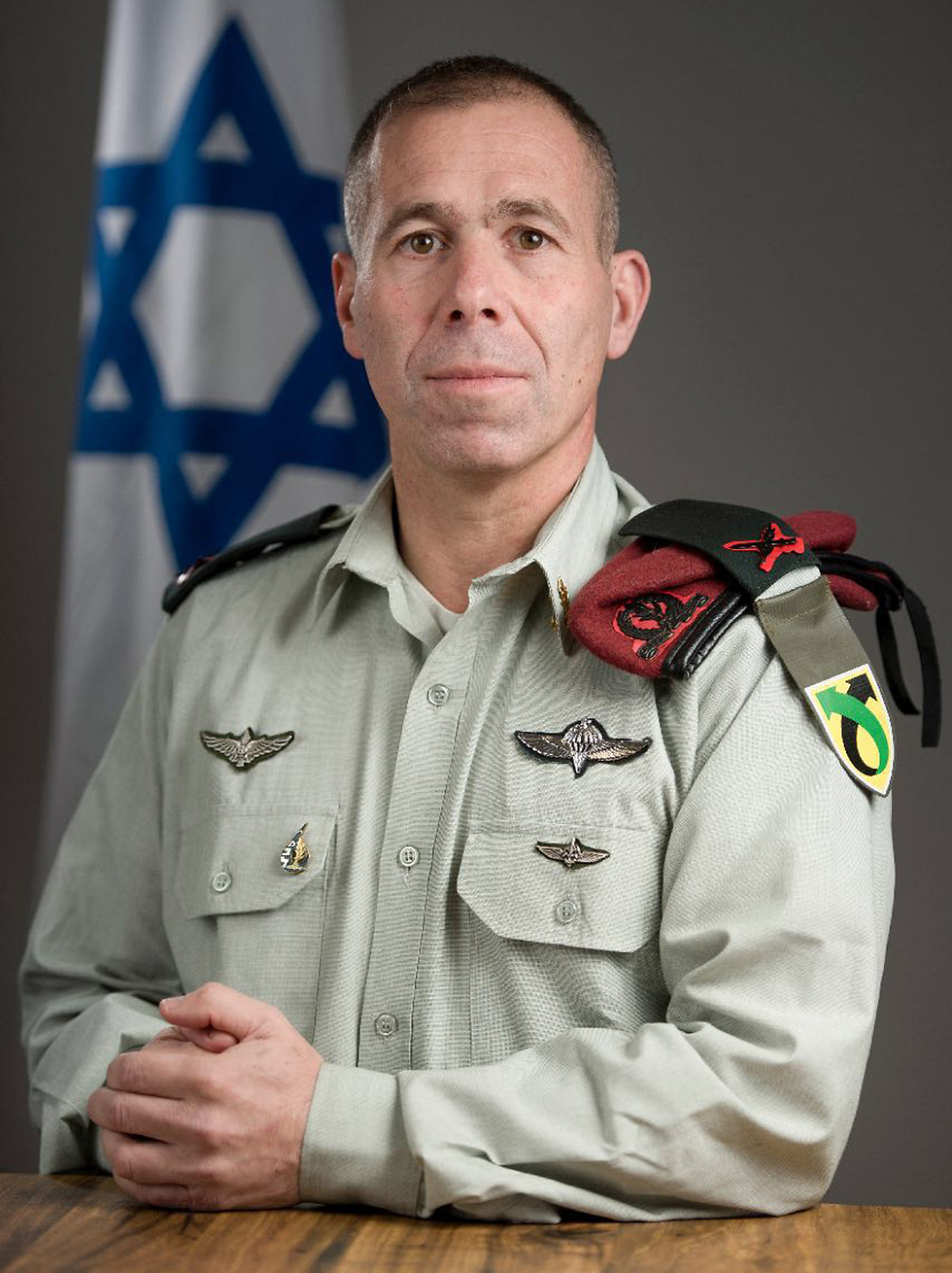
Avi Gil (2021)

Avi Gil (hebräisch אבי גיל; * 6. März 1972 in Jerusalem) ist ein israelischer Generalmajor. Er war von 2021 bis 2024 Militärsekretär der Ministerpräsidenten Naftali Bennett und Benjamin Netanjahu. Zuvor war er ab 2020 Leiter der Ausbildungsabteilung in der Operationsdirektion der Israelischen Streitkräfte (IDF) und davor ab 2016 Kommandeur zweier IDF-Divisionen.

## Werdegang
Gil begann seine militärische Laufbahn 1990 bei der Fallschirmjägerbrigade, wo er mehrere Kommandopositionen bekleidete, unter anderem als Kompaniechef im 890. Bataillon, Kommandeur der Panzerabwehrkompanie und Kommandeur des Aufklärungsbataillons. Danach wurde er 2005 zum Kommandeur der Spezialeinheit Duvdevan ernannt und ging im Anschluss 2007 im Range eines Oberstleutnants als Verbindungsoffizier für die IDF-Spezialeinheiten in die Vereinigten Staaten. Nach seiner Rückkehr wurde er 2009 zum Kommandeur der 421. Regionalbrigade „Ephraim“ ernannt, zuständig für den Abschnitt Qalqiliya im besetzten Westjordanland. Danach war er ab 2011 Operationsoffizier im Südkommando und ab 2013 Leiter der Offiziersschule Bahad 1.
Am 16. März 2016 übernahm er als Brigadegeneral das Kommando über die 340. Panzerdivision „Idan“ und wurde am 3. Juli 2017 durch den IDF-Generalstabschef Gadi Eizenkot zum Kommandeur der 36. Division „Ga’ash“ ernannt. 2020 erfolgte seine Ernennung zum Leiter der Ausbildungsabteilung in der IDF-Operationsdirektion.
Am 12. Juli 2021 wurde er von Ministerpräsident Naftali Bennett zu dessen Militärsekretär ernannt und ersetzte damit Avi Bluth, der die Leitung des IDF-Nordkommandos übernahm. Für seine Funktion wurde Gil am 29. Juli 2021 zum Generalmajor befördert. Er wurde nach dreijähriger Amtszeit, wobei er ab 2022 für den neuen Ministerpräsidenten Benjamin Netanjahu tätig war, turnusgemäß durch Roman Gofman ersetzt.